# 1610 Mirnaya
1610 Mirnaya (1928 RT) là một tiểu hành tinh vành đai chính được phát hiện ngày 11 tháng 9 năm 1928 bởi P. Shajn ở Simeis.